# Kings of the New Age
| Recensione | Giudizio |
| ---------- | -------- |
| Kerrang!   | 4/5      |

Kings of the New Age è il quarto album in studio del gruppo musicale statunitense State Champs. L'album è stato pubblicato il 13 maggio 2022 dalla Pure Noise Records.

## Tracce
1. Here to Stay – 2:56
2. Eventually – 3:37
3. Everybody but You (feat. Ben Barlow) – 3:47
4. Outta My Head – 2:56
5. Fake It – 3:02
6. Half Empty (feat. Chrissy Costanza) – 3:31
7. Just Sound – 3:22
8. Act Like That (feat. Mitchell Tenpenny) – 3:03
9. Where Were You – 2:47
10. Sundress (feat. Four Year Strong) – 3:11
11. Some Minds Don’t Change – 2:46

Durata totale: 34:58

## Formazione
- Derek DiScanio – voce
- Tyler Szalkowski – chitarra, cori
- Ryan Scott Graham – basso, cori
- Evan Ambrosio – batteria, percussioni

Cantanti e musicisti aggiuntivi
- Ben Barlow – voce in Everybody but You
- Chrissy Costanza – voce in Half Empty
- Mitchell Tenpenny – voce in Act Like That
- Four Year Strong – in Sundress